# Ley de frontalidad

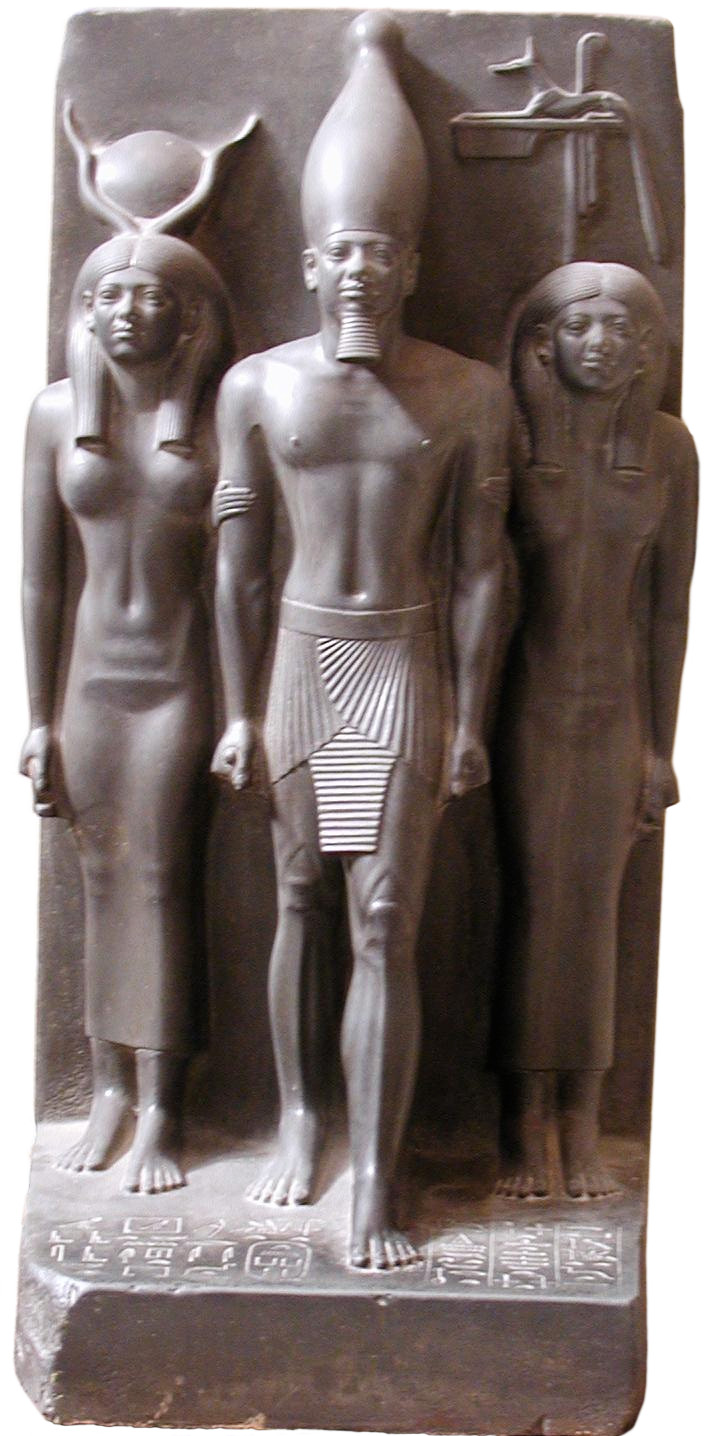
Ejemplo de Ley de la frontalidad:
Conjunto escultórico del faraón Micerino (ca. 2500 a. C.) en el Museo de El Cairo.

Se denomina ley de frontalidad a un principio fundamental de la escultura arcaica (en Eurasia y la Cuenca del Mediterráneo) que se observa casi invariablemente desde el Paleolítico hasta fines del Neolítico.
La ley de frontalidad impide la flexión lateral de las representaciones de los cuerpos si están figurados en esculturas aisladas, lo que hace que tales esculturas sean altamente simétricas (con simetría bilateral) según su eje vertical.
Un ejemplo típico es la Venus de Willendorf.

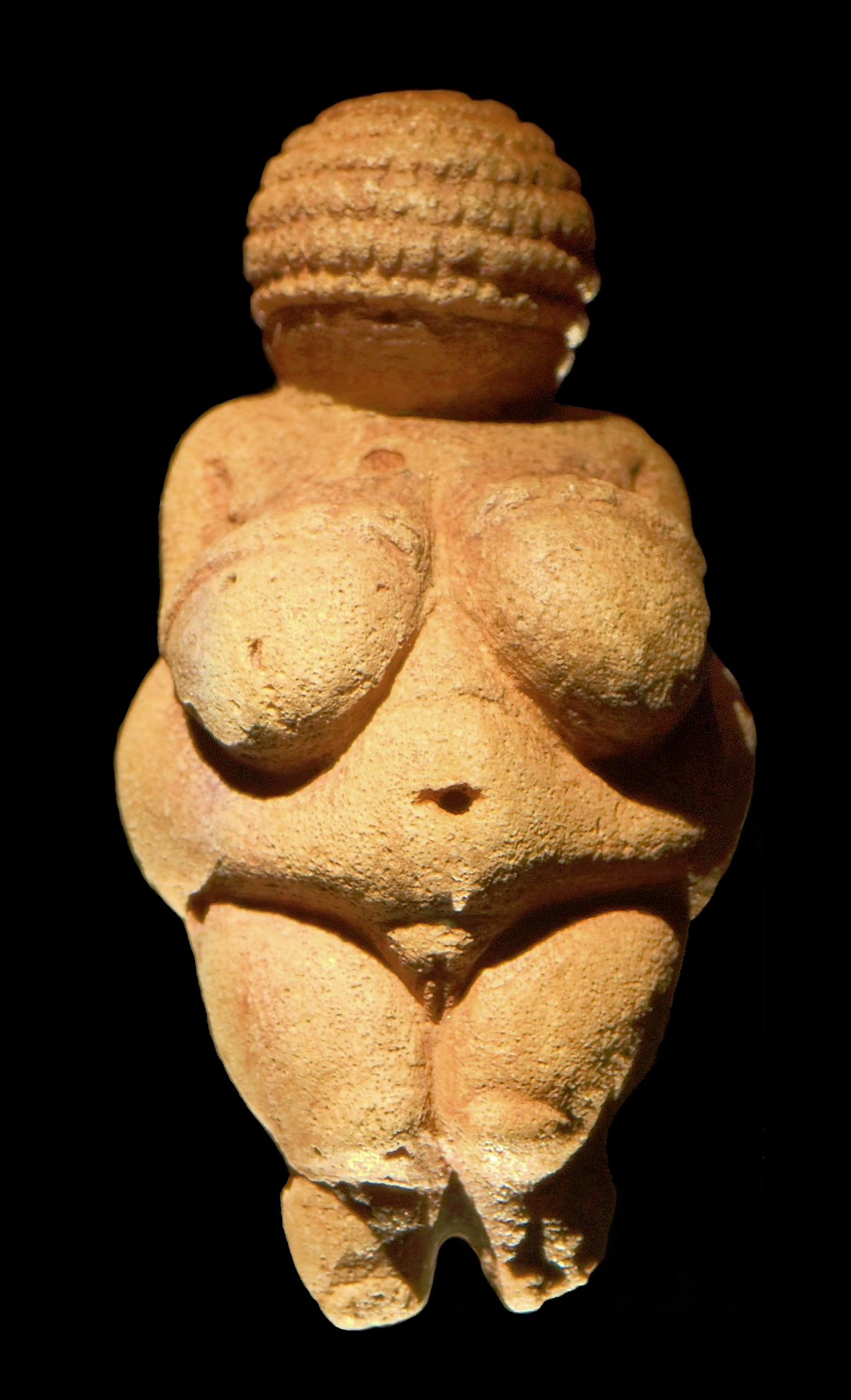
Venus de Willendorf
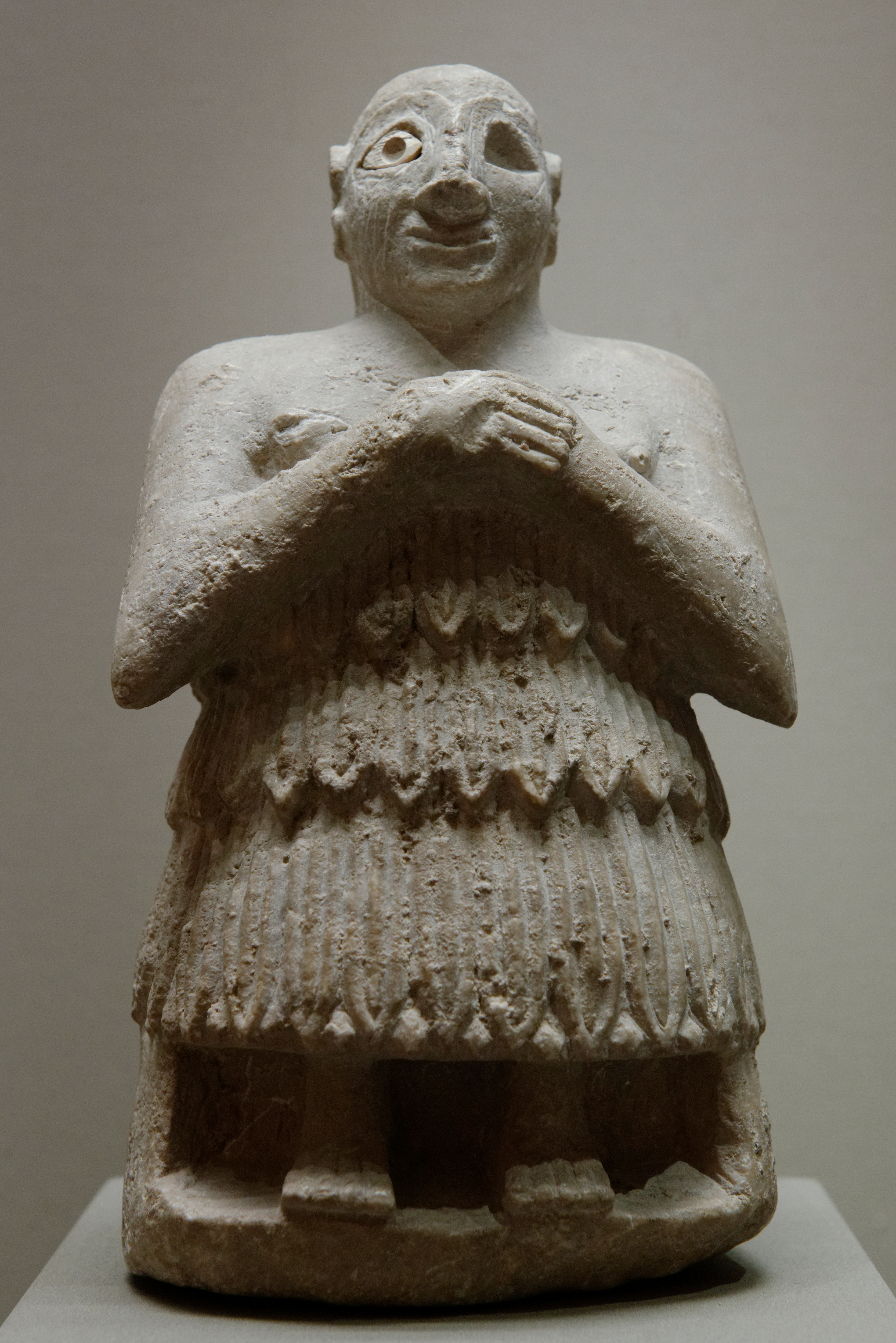
Orante Telloh arte sumerio
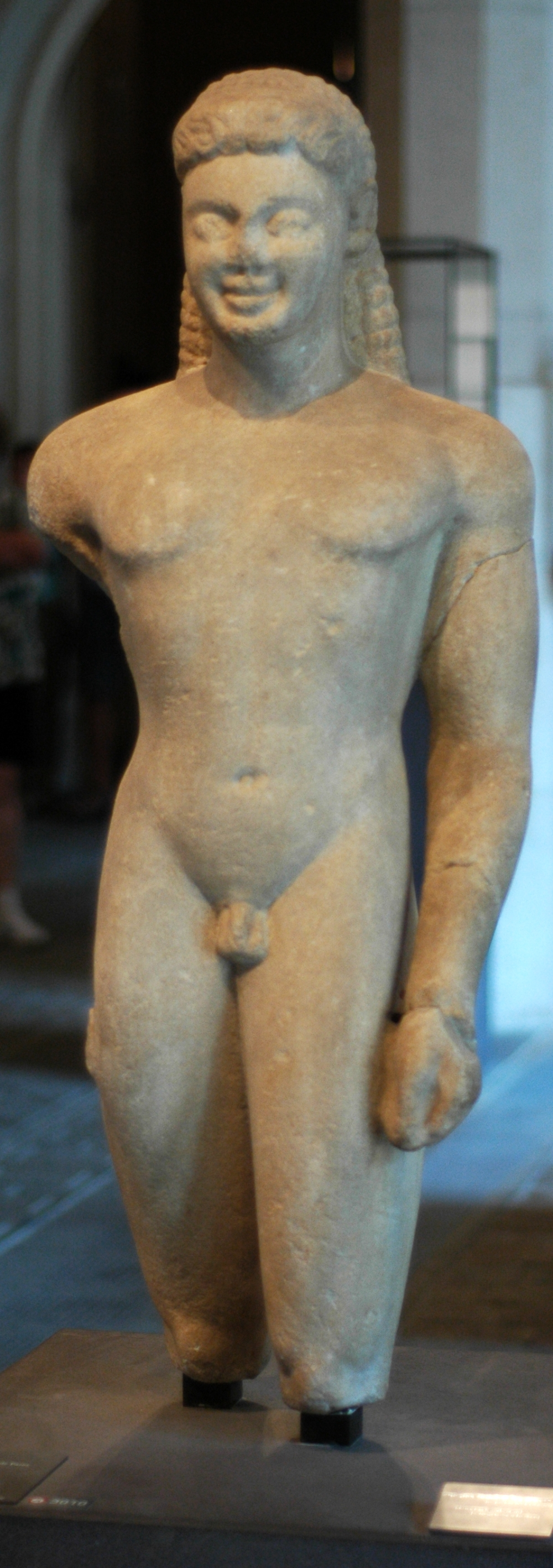
Kuros del Asclepeion de Paros.

El punto de vista frontal o frontalismo es la denominación del modo peculiar empleado por los antiguos egipcios en sus representaciones escultóricas de la figura humana. Esta Ley se mantuvo constante en las esculturas de reyes y dioses durante unos tres mil años.

## Historia
Julius Lange formuló la ley de la frontalidad para describir la escultura del Antiguo Egipto y la de los pueblos anteriores a los griegos del siglo V a. C.. La escultura griega de la época arcaica también observa dicha ley.

## Características
Es una de las convenciones del arte del Antiguo Egipto que consistió en esculpir la figura del faraón, o los dioses, para ser contemplados preferentemente de frente. Las figuras son muy simétricas, como si se hubieran esculpido respecto de un plano central vertical, siendo las dos partes muy semejantes.
Aparentemente, esta forma de representación podría asociarse a la incapacidad o ingenuidad del escultor, pero en realidad existen razones simbólicas para comprender esta técnica escultórica. La Ley de la frontalidad se fundamenta en el principio de valorar el aspecto de estabilidad y firmeza del faraón y los dioses, como seres inmutables y eternos, los gobernantes imperecederos. 
En contraposición a la Ley de la frontalidad en la escultura egipcia, los escultores griegos fueron los primeros artistas clásicos que abandonaron el frontalismo. Herederos de la tradición griega, encontramos en el arte renacentista, por ejemplo Miguel Ángel, y en el arte barroco, por ejemplo Bernini, la concepción de la escultura como una manifestación espacial, más allá de su perspectiva frontal.

## Otras áreas de aplicación
En el teatro también se aplica un criterio similar al frontalismo, pues los actores no deben dar la espalda a los espectadores. 
En el cine se aplicó en sus inicios, pero gracias a la movilidad de la cámara, que permite el uso de los más diversos ángulos de visión, se abandonó rápidamente el frontalismo.